# Telegatti 2006
La 22ª edizione del Gran Premio Internazionale dello Spettacolo si è tenuta a Roma, all'Auditorium della Conciliazione, il 25 gennaio 2006. Conduttori della serata sono stati il presentatore Pippo Baudo, affiancato da Michelle Hunziker.
Da quest'edizione, la cerimonia della consegna dei Telegatti ha subito delle variazioni: sono state aggiunte categorie di premi riguardanti il cinema, la musica e lo sport.
I premi sono assegnati alle trasmissioni andate in onda l'anno precedente alla cerimonia.

## Vincitori
Di seguito vengono elencate le varie categorie di premi,  e i vincitori (in grassetto) assieme agli altri candidati.

### Categoria Televisione

#### Personaggio dell'anno
- Simona Ventura
- Maria De Filippi
- Milly Carlucci

#### Trasmissione dell'anno
- Striscia la notizia, Canale 5
- Ballando con le stelle 2, Rai 1
- L'isola dei famosi 3, Rai 2

#### Miglior trasmissione di informazione e approfondimento
- Terra!, Canale 5
- Lucignolo, Italia 1
- Porta a porta, Rai 1

#### Miglior fiction TV
- Distretto di polizia 5, Canale 5
- Paolo Borsellino, Canale 5
- Il maresciallo Rocca 5, Rai 1

### Categoria Cinema

#### Miglior film
- Romanzo criminale, di Michele Placido
- La tigre e la neve, di Roberto Benigni
- Private, di Saverio Costanzo

#### Miglior attore
- Christian De Sica
- Roberto Benigni
- Luca Zingaretti

### Categoria Musica

#### Miglior disco
- TuttoMax, di Max Pezzali
- Crescendo e cercando di Claudio Baglioni
- Convivendo parte 2, di Biagio Antonacci

#### Miglior cantante
- Vasco Rossi
- Biagio Antonacci
- Eros Ramazzotti

#### Miglior tournée
- Vasco Rossi
- Biagio Antonacci
- Ornella Vanoni e Gino Paoli

### Categoria sport

#### Miglior sportivo
- Luca Toni
- Valentina Vezzali
- Valentino Rossi

### Telegatti di Platino
- A Eros Ramazzotti
- A Paolo Maldini
- A Ornella Vanoni e Gino Paoli
- A Bruno Vespa
- A Stefania Sandrelli
- A Mike Bongiorno